# Cantó de Montpeller-1

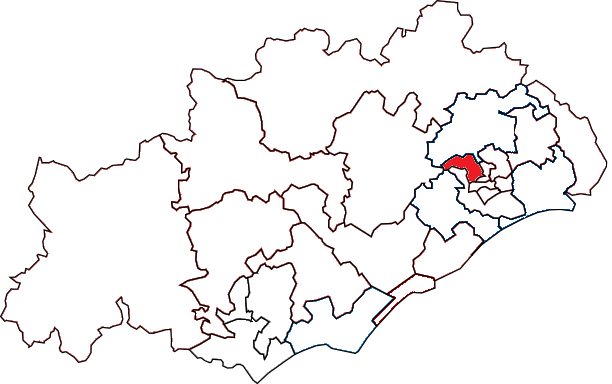
Els cantons de Montpeller

El cantó de Montpellier-1 és un cantó francès del departament de l'Erau, a la regió d'Occitània. Forma part del districte de Montpeller, compta amb una part de la ciutat de Montpeller i 1 municipi.

## Municipis
- part de Montpeller
- Grabèls